# Orologio a pendolo

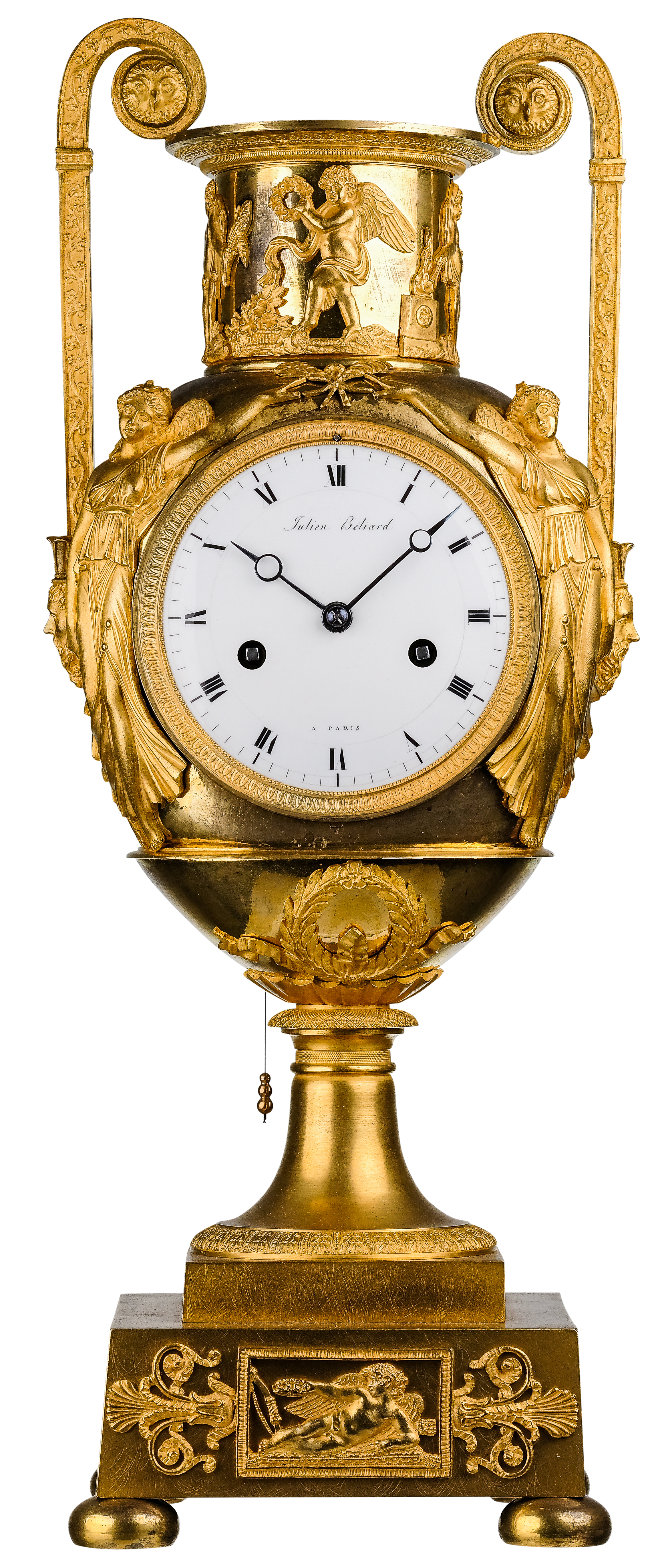
Orologio a pendolo (circa 1800) di Julien Béliard, Parigi, maître horloger menzionato in rue Saint-Benôit e rue Pavée nel 1777, ancora attivo nel 1817, o Julien-Antoine Béliard, maître horloger nel 1786, menzionato in rue de Hurepoix, 1787-1806.

L'orologio a pendolo  è un dispositivo per la misura del trascorrere del tempo basato sulla regolarità dell'oscillazione (isocronismo) di un pendolo meccanico.
A partire dal XX secolo, questo strumento è stato superato in precisione dall'orologio al quarzo prima e dall'orologio atomico poi, ma continua ad avere un certo impiego per la sua valenza estetica ed artistica. 
Alcuni modelli sono infatti incassati in pregiati mobili in legno e sono considerati pregevoli opere di meccanica artigianale di precisione. Esistono pezzi dotati di elaborate suonerie, organi musicali e complessi meccanismi scenografici animati. Le dimensioni spaziano da piccoli oggetti da scrivania, alle pendole da salotto, fino ai grandi meccanismi da torre.

## Storia
La regolarità nel moto del pendolo fu studiata da Galileo Galilei nel XVII secolo, ma l'invenzione dell'orologio a pendolo è attribuita a Christiaan Huygens che ne depositò il brevetto nel 1656. La fabbricazione iniziò nel 1657 per opera di artigiani olandesi ed ebbe rapida diffusione.
Nel XVIII secolo si ebbero diversi importanti artigiani che realizzarono orologi di eccellente fattura, di grande valore per i materiali usati e dagli effetti scenografici delle suonerie. Un esempio pregevole è conservato al Museo dell'Ermitage di San Pietroburgo e rappresenta un pavone meccanico in oro che canta allo scoccare delle ore con incredibile realismo.

## Funzionamento

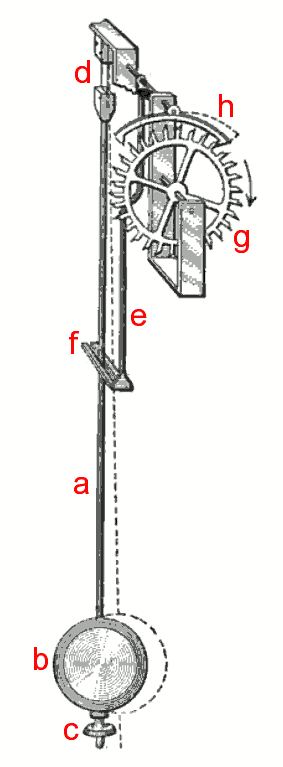
Schema di pendolo con scappamento ad ancora

L'oscillatore di precisione dell'orologio è il pendolo, costituito da una barra di metallo o legno incernierata su un fulcro e con una massa collocata all'estremità libera. Poiché il periodo di oscillazione dipende dalla distanza tra il fulcro ed il baricentro del pendolo, la massa è in genere scorrevole lungo la barra, allo scopo di potere tarare lo strumento. 
Per convertire il moto oscillatorio del pendolo in una rotazione regolare di ingranaggi, necessaria per ruotare le lancette, e contemporaneamente fornire al pendolo energia per compensare le perdite per attrito, sono stati inventati diversi meccanismi, chiamati scappamenti.
Esistono vari tipi di scappamenti, i più comuni sono costituiti da una ruota dotata di speciali denti su cui si inserisce un meccanismo che guida il pendolo. La ruota riceve una coppia di forze da una molla, oppure da un rullo con una corda avvolta cui sia attaccato un peso, attraverso un treno di ingranaggi.
Lo scappamento cede un impulso al pendolo ad ogni oscillazione contemporaneamente all'avanzamento di uno scatto della ruota dentata. La sequenza si ripete fino a quando non si esaurisce l'energia della molla o del peso.
Il rapporto di riduzione degli ingranaggi del treno determina il numero dei giri che ogni ruota compie in relazione alla ruota dello scappamento, per esempio la ruota dei minuti deve compiere un giro in un'ora.
Per poter indicare le ore usualmente si aggiungono ulteriori 3 ruote chiamate minuteria, un demoltiplicatore con rapporto di 12 giri a 1 (12:1) per i quadranti a 12 ore e di 24 giri a 1 (24:1) per i quadranti di 24 ore.
Ulteriori ingranaggi possono tenere il conto della data, delle fasi lunari e, nei modelli più sofisticati, effettuare altri calcoli astronomici.
Sono stati studiati sistemi di carica diversi dalla molla o il peso. Una curiosa soluzione è l'orologio di Cox, costruito intorno al 1760 e tuttora conservato (non più funzionante) al Victoria and Albert Museum di Londra, che ricavava energia dalle variazioni della pressione atmosferica.
In modelli recenti (a pendolo o a bilanciere) la ricarica della molla è fatta da un motore elettrico, oppure l'energia elettrica può essere fornita direttamente al pendolo per mezzo di elettromagneti opportunamente sincronizzati con il suo moto, uno scappamento elettromeccanico.
I primi orologi a pendolo di Huygens avevano un errore di circa 10 secondi al giorno. Successivi miglioramenti, tra cui la compensazione della dilatazione termica (che stabilizza la lunghezza del pendolo al variare della temperatura), la riduzione degli attriti e la collocazione del pendolo in una camera a vuoto, hanno ridotto l'errore a meno di un secondo ogni cento giorni nei modelli più sofisticati.

## Alternative al pendolo

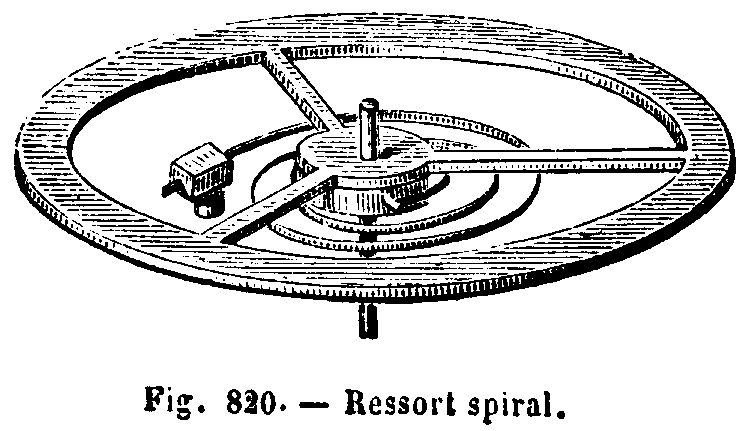
Bilanciere di orologio

Un evidente svantaggio dell'orologio a pendolo è l'impossibilità di essere usato in movimento, in quanto il periodo d'oscillazione verrebbe perturbato gravemente da accelerazioni del supporto.
Poiché la misura precisa del tempo è necessaria per determinare la longitudine in mare, la necessità di un sistema alternativo fu molto sentita ai tempi delle prime navigazioni oceaniche.
Per ovviare a questo limite nel 1675 Huygens ideo' il bilanciere con molla a spirale, in grado di funzionare in qualunque posizione ed in movimento. È costituito da un volano con molla che oscilla intorno al suo asse ed è collegato ad un sistema di scappamento simile a quello del pendolo per mantenerlo in moto.
Lo stesso dispositivo è tuttora in uso in orologi meccanici da polso, orologi da tasca e sveglie.
Una realizzazione analoga è il pendolo a torsione, in cui il volano ruota sospeso ad una molla, o una barra, di torsione. Questa soluzione ha però una valenza prevalentemente estetica, in quanto non è più precisa rispetto al pendolo classico e non ha la praticità del bilanciere. Grazie al lungo periodo d'oscillazione di molti secondi ottenibile con molle a torsione è però possibile ottenere orologi con autonomia di funzionamento superiore all'anno rispetto alle settimane degli orologi a pendolo da appartamento.

## Orologio di Shortt

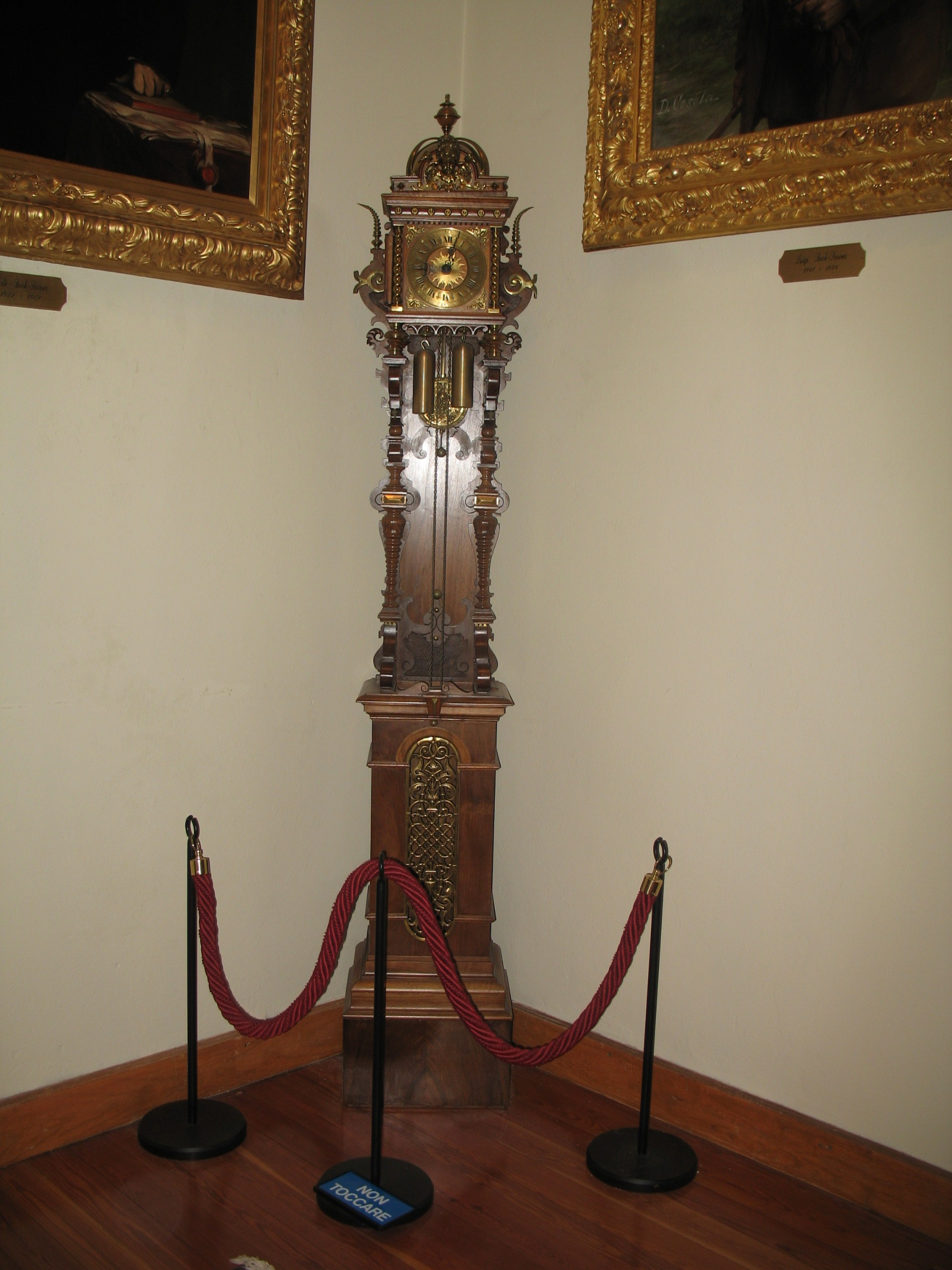
Gressoney-Saint-Jean - un orologio a pendolo in una sala dell'Alpenfaunamuseum "Beck-Peccoz"

Nel XX secolo, l'ingegnere inglese William Hamilton Shortt inventò un orologio basato su due pendoli, in grado di raggiungere un'accuratezza di un centesimo di secondo al giorno.
In questo sistema un pendolo primario (master) oscilla con ridotte influenze esterne e all'interno di un contenitore a pressione controllata. Questo pendolo è impulsato da uno scappamento  ogni trenta secondi. Un pendolo secondario (slave), sincronizzato al pendolo di precisione, provvede alla registrazione del tempo.
Questo tipo di orologio, tarato con misure d'occultazione di stelle campione, era di uso comune negli osservatori astronomici nella prima metà del XX secolo. Soppiantato da oscillatori al quarzo e successivamente da orologi atomici è ora caduto in disuso.